# بوخريص
بوخريص هي قرية جبلية مغربية غرب المملكة. تنتمي بوخريص لإقليم خريبكة. تضم هذه الجماعة القروية 5.694 نسمة (إحصاء 2004).